# Comment brancher son home cinéma
Pour plus de détails, voir Fiche technique et Distribution.
Comment brancher son home cinéma ou Comment installer votre cinéma maison au Québec (How to Hook Up Your Home Theater) est un court métrage d'animation américain de la série de Dingo, sorti le 21 décembre 2007 aux États-Unis, réalisé par les studios Disney.

## Synopsis
Dingo fait l'acquisition d'un home cinéma et tente de le monter. Il est alors confronté au problème des nombreux branchements.

## Fiche technique
- Titre Original : How to Hook Up Your Home Theater
- Autres titres [1]:
  - France : Comment brancher son home cinéma
- Série : Dingo sous-série Comment faire
- Réalisateur[1] : Kevin Deters, Stevie Wermers
- Scénario[1] : Dan Abraham, Kevin Deters, Wilbert Plijnaar, Stevie Wermers
  - Histoires additionnelles : Burny Mattinson, Josie Trinidad
- Voix [1]: Bill Farmer (Goofy), Corey Burton (narrateur)
- Département animation [1]:
  - Animateur : Dale Baer, Andreas Deja, Eric Goldberg, Randy Haycock, Mark Henn, Alex Kupershmidt
  - Layout : Brian Kesinger, Rick Moore, Jean-Christophe Poulain, Doug Walker, David Womersley(superviseur)
  - Décors : Dan Cooper (superviseur), Sai Ping Lok, Kelly McGraw, Dan Read
  - Nettoyage : Kathleen M. Bailey, Rachel R. Bibb, Eric Daniels, Jody Kooistra, Lieve Miessen, Trevor Tamboline, Dan Tanaka
  - Effets d'animation : Peter DeMund, James DeValera Mansfield, Ted Kierscey, Dan Lund, Van Shirvanian, Marlon West (superviseur), Tony West
- Département artistique
  - Direction artistique : Ian Gooding
  - Développement artistique : James Aaron Finch, Billy George, Gregory C. Miller, Marlon West
- Département éditorial
  - post-production : Robert H. Bagley, Brent W. Hall, Brian Millman
  - assistant éditeur : Catherine Apple, Hermann H. Schmidt
  - color timer : Bruce Tauscher
- Montage : Jeff Draheim
- Titrage : Mary Meacham
- Musique[1]: 
  - Compositeur : Michael Giacchino
  - Éditeur musique : Stephen M. Davis assisté de Paul Apelgren
  - Société : Buena Vista Sound
- Producteur : Tamara Boutcher, John Lasseter, Chuck Williams
- Directeur de production : Jenni Magee-Cook, Michele Mazzano, Maria R. Morgan, Virginia Perry Smith
- Production : Walt Disney Animation Studios
- Distributeur : Walt Disney Studios Motion Pictures
- Dates de sortie[1] : 
  - Première mondiale : 22 septembre 2007 à Ottawa (Canada) lors du Ottawa International Animation Festival
  - Première américaine : 18 octobre 2007 à Chicago lors du Chicago International Children's Film Festival
  - Sortie nationale aux États-Unis : 21 décembre 2007 en avant premier de Benjamin Gates et le Livre des secrets
  - Sortie nationale en France : 9 avril 2008 en avant première de Maxi papa
- Format d'image : Couleur
- Son : SDDS, DTS, Dolby Digital
- Durée : 6 minutes
- Langue : Anglais
- Pays de production :  États-Unis

## Voix françaises
- Gérard Rinaldi : Dingo
- Philippe Catoire : Narrateur

## Commentaires
- Le film est le premier court métrage de Dingo sorti depuis 1987 avec Fou de foot et le précédent court métrage daté de 1965 avec Goofy's Freeway Troubles.
- Ce court métrage a été diffusé au cinéma aux États-Unis en première partie du film Benjamin Gates et le Livre des secrets mais était prévu avec Il était une fois, en France c'est avec le film Maxi papa (2008).